# Battaglia di Kesab
La battaglia di Kesab, denominata anche operazione Al-Anfal, è stata una battaglia occorsa durante la guerra civile siriana, iniziata il 21 marzo 2014.
L'offensiva, guidata dalle milizie islamiste Fronte al-Nusra e Fronte Islamico ha avuto come obiettivi la conquista dell'ultimo valico di frontiera tra Siria e Turchia rimasto sotto il controllo governativo e la riduzione della pressione dell'esercito siriano nelle zone dove i ribelli si trovano più in difficoltà, come nel Qalamoun, costringendolo a spostare parte delle truppe.
L'operazione si è svolta nel nord del governatorato di Latakia, in un'area della Siria rimasta estranea alle fasi più violente della guerra civile e fortemente filogovernativa in quanto abitata da popolazione di religione alawita o cristiana armena. In questa zona sorge anche il villaggio da cui proviene la famiglia di Bashar al-Assad.
La battaglia ha provocato un innalzamento della tensione tra Siria e Turchia a seguito dell'abbattimento di un caccia siriano da parte dell'aviazione turca e delle accuse rivolte al governo turco di dare riparo ai miliziani ribelli. Anche a seguito di questo evento, si verifica un inasprimento dell'odio settario tra la comunità alawita e la minoranza turkmena.
Nel corso della battaglia sono morti il locale comandante della Forza Nazionale di Difesa Hilal al-Assad, cugino del presidente, e il locale emiro del Fronte al-Nusra, Tareq Qaraha.

## Antefatti
Il governatorato di Latakia era stato teatro di manifestazioni antigovernative nel periodo dell'insurrezione civile del 2011. Queste manifestazioni, concentrate a Latakia città, avevano subito una violenta repressione da parte della polizia.
Tuttavia, con lo scoppio della guerra civile su larga scala e, soprattutto, con la degenerazione del conflitto sul piano settario, l'intero governatorato si è saldamente schierato a favore del governo anche a causa della sua composizione religiosa: la quasi totalità degli abitanti è infatti alawita con alcune minoranze cristiane, soprattutto legate alla chiesa armena.
In particolare Kessab è una cittadina abitata quasi completamente da armeni (70% circa), e considerata "un simbolo della storia, del linguaggio e della continuità della cultura armena".
I ribelli siriani avevano precedentemente già attaccato il governatorato tra il 4 e il 19 agosto 2013. L'offensiva venne guidata dalle milizie jihadiste e ribattezzata "Operazione per la liberazione della costa". Inizialmente i ribelli riescono a penetrare in diversi villaggi, ma l'aperta ostilità della popolazione locale e la rapida avanzata dell'esercito siriano riescono a bloccare l'attacco. Il fanatismo religioso dei ribelli jihadisti, tra cui molti non siriani, provoca nei territori conquistati uno dei più gravi episodi di odio settario avvenuti durante la guerra civile, in cui vengono uccise dozzine di civili alawiti.

## L'offensiva ribelle
L'offensiva dei ribelli scatta il 21 marzo 2014, quando, muovendosi dalle zone montuose controllate a est del governatorato, i miliziani del Fronte al-Nusra e del Fronte Islamico attaccano le aree intorno al valico di frontiera con la Turchia di Kasab. Riescono a conquistare la caserma della polizia e la collina Al-Sakhra da cui colpiscono con colpi di mortaio Kasab e il villaggio di Karsana, causando 5 morti. La risposta governativa è lenta e condotta principalmente dalla Forza Nazionale di Difesa che tuttavia riesce a evitare la cattura del valico di frontiera e ad uccidere il comandante dell'operazione del Fronte al-Nusra.
Il 22 marzo i ribelli riescono a conquistare il valico di confine, mentre vengono respinti nell'assalto alla cittadina contigua. La Forza Nazionale di Difesa viene raggiunta dalle truppe dell'esercito regolare nel tentativo di arginare l'avanzata ribelle ma non riesce ad evitare la perdita di un'altra collina, detta dell'Osservatorio 45. Vengono smobilitate truppe anche dalle zone di combattimento di Idlib.
La battaglia si allarga ad altri 3 villaggi, mentre interviene anche l'aviazione siriana che bombarda le postazioni ribelli.
Il 23 marzo un cacciabombardiere turco abbatte un jet siriano che, in un'operazione di bombardamento contro i ribelli, aveva sconfinato nello spazio aereo turco. L'episodio provoca una forte crisi tra i due paesi e la Siria accusa la Turchia di proteggere le postazioni ribelli oltre confine. Sul terreno l'esercito siriano, grazie ai rinforzi provenienti dalle aree costiere riesce a riconquistare una collina e la cittadina di Al-Samra.
Negli scontri viene ucciso il comandante della Forza Nazionale di Difesa per il governatorato di Latakia, Hilal al-Assad che è cugino del presidente siriano.
Il 24 marzo i ribelli riescono a conquistare il villaggio di Kasab, dopo essere entrati nella piazza principale. Vi sono testimonianze della devastazione di alcune chiese cristiane armene da parte dei miliziani islamisti.
Il 25 marzo le truppe siriane e l'aviazione attaccano la cittadina di Kesab, cercando di riconquistarla, senza però ottenere variazioni significative dello status quo. Contemporaneamente i ribelli riescono ad avanzare lungo il confine con la Turchia verso il villaggio di al-Samra, che sorge sulla costa. 
I miliziani conquistano la cittadina velocemente e ottengono una vittoria di forte impatto morale: è infatti la prima volta dallo scoppio della guerra civile siriana che i ribelli riescono a raggiungere il mare. Alcuni miliziani di Ansar al-Sham (Fronte Islamico) si fanno fotografare sulla spiaggia di al-Samra.
Il 26 marzo i ribelli aprono una nuova linea d'attacco, avanzando sulla strada verso Lattakia. Vi sono scontri nella periferia nord di Qastal Maaf. Vista la portata dell'attacco ribelle e l'importanza simbolica dell'area contesa, il governo mobilita migliaia di uomini dell'esercito e dell'NDF. Si riscontra una forte adesione volontaria all'NDF da parte di cittadini principalmente di religione alawita. Vengono condotte numerose operazioni di bombardamento con artiglieria e aviazione sulle cittadine occupate dai ribelli: Kesab e Al-Samra.
Il 27 marzo continua la controffensiva governativa con l'ausilio di elicotteri soprattutto contro la collina strategica dell'Osservatorio 45. Nel contempo anche i ribelli riescono a far affluire sul fronte rinforzi soprattutto del Fronte al-Nusra e di altre sigle jihadiste minori.
Continua il combattimento per il controllo di Kesab, Al-Nab' e Al-Samra.
Per tutta la fine di marzo si susseguono feroci combattimenti che hanno come principale obiettivo il controllo della strategica collina dell'Osservatorio 45. La postazione cambia mano diverse volte. Le altre cittadine intorno al valico di Kesab, sebbene sotto un costante bombardamento aereo, rimangono sotto controllo ribelle. Il 1º aprile 2014 la linea del fronte viene visitata dal capo della Coalizione Nazionale Siriana, Ahmad Jarba.
Grazie ai numerosi rinforzi inviati nell'area dal governo siriano, l'offensiva ribelle perde intensità e si arriva ad una fase di stallo. Il 15 aprile 2014 il comandante dell'Esercito Siriano Libero per il fronte di Latakia dichiara che l'avanzata ribelle è arrivata ad un punto di stagnazione a causa delle ingenti perdite e della mancanza di munizioni.

## La controffensiva governativa
Il 27 aprile 2014, l'esercito siriano, a seguito del consolidamento delle posizioni sulle alture a sud di Kesab, lancia la controffensiva contro i ribelli. L'attacco si materializza sulla spiaggia di al-Samra, dove i corpi speciali dell'esercito, in collaborazione con la marina, eseguono un assalto anfibio e sorprendono le posizioni ribelli. Entro la fine della giornata l'esercito riesce a riconquistare la fascia costiera e la cittadina di al-Samra, proseguendo lungo la vallata verso est.
Tuttavia l'esercito non riesce a superare le colline che circondano Kessab, pur riuscendo a respingere gli attacchi ribelli, e l'offensiva si considera conclusa il 18 maggio 2014.

## La ritirata ribelle
Per circa un mese l'esercito siriano, supportato dall'aviazione, cinge d'assedio Kesab. Il 15 giugno 2014 improvvisamente le principali formazioni ribelli, tra cui il Fronte al-Nusra, abbandonano la città spostandosi verso il governatorato di Idlib. La città viene quindi riconquistata dal governo siriano.
La ritirata ribelle avviene inaspettatamente ed è causata prevalentemente dall'incapacità di gestire un territorio fortemente filogovernativo e dall'inasprirsi nell'est della Siria degli scontri con lo Stato Islamico dell'Iraq e Levante, che, rifornito delle armi americane catturate in Iraq, attacca le postazioni ribelli nell'area di Deir el-Zor

## Reazioni internazionali
- Armenia - Il presidente Serzh Sargsyan ha espresso profonda preoccupazione per gli eventi in corso a Kessab, ricordando come gli abitanti della città abbiano vissuto in passato la tragedia dell'esilio e della deportazione nell'aprile 1909 e nel 1915 (in occasione del genocidio armeno). Il presidente ha fatto un collegamento con la situazione attuale, definendo la conquista ribelle della città una "terza deportazione" (almeno 2 000 persone sono state costrette ad abbandonare Kessab e recarsi a Lattakia)[25] e ha ringraziato il governo siriano per il tentativo di protezione della minoranza etnica[49].